# Kulturkampf

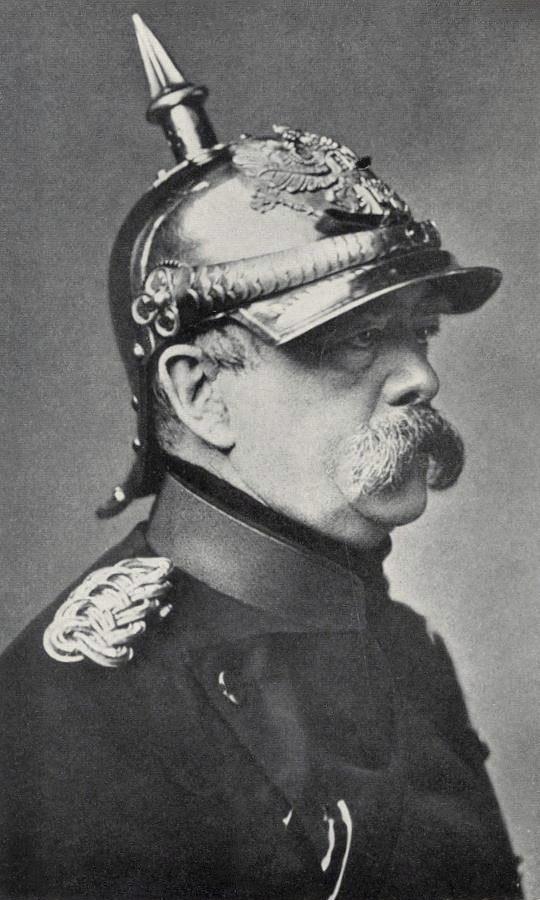
Otto von Bismarck, de IJzeren Kanselier, in 1880

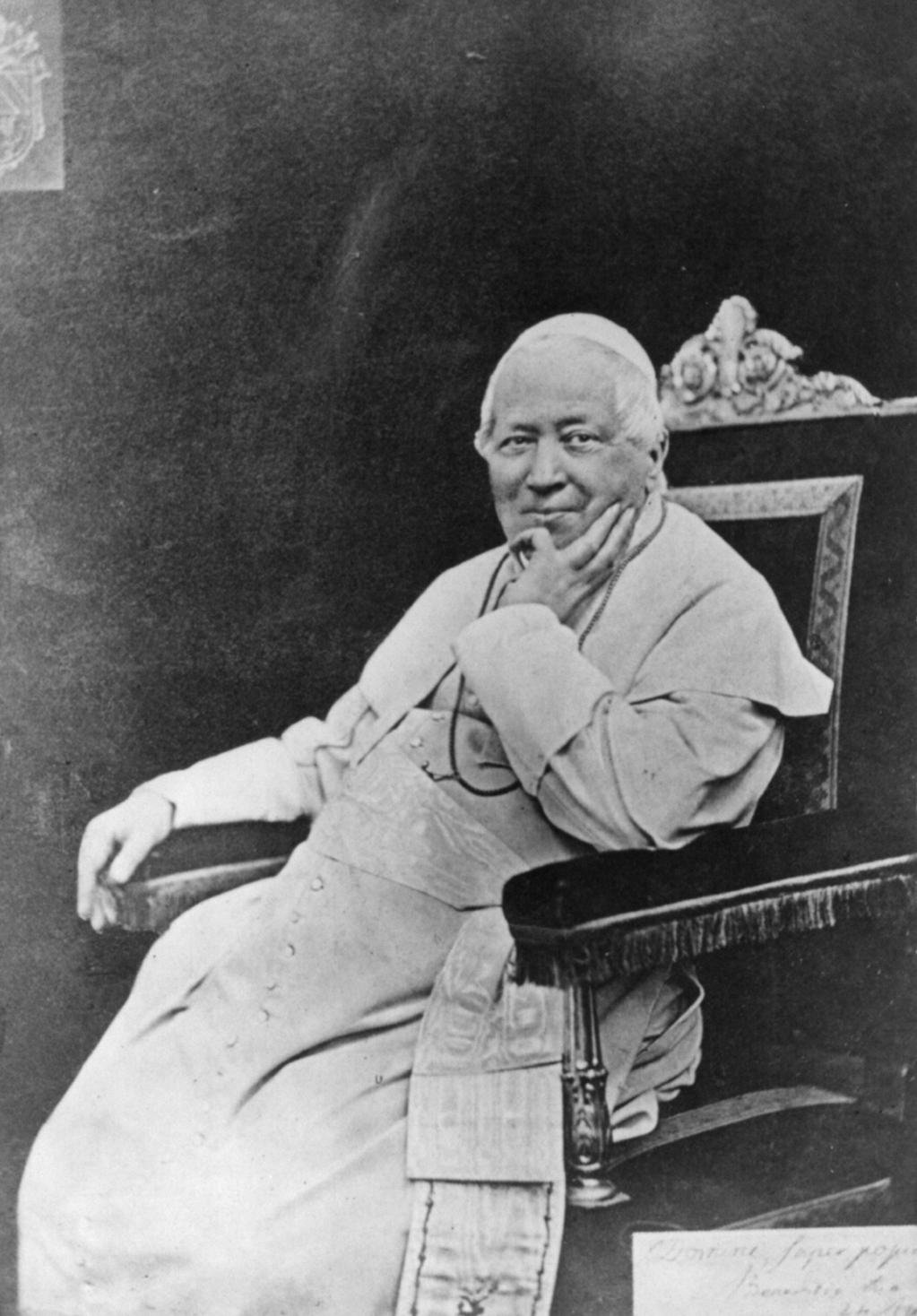
Paus Pius IX (ca. 1878)

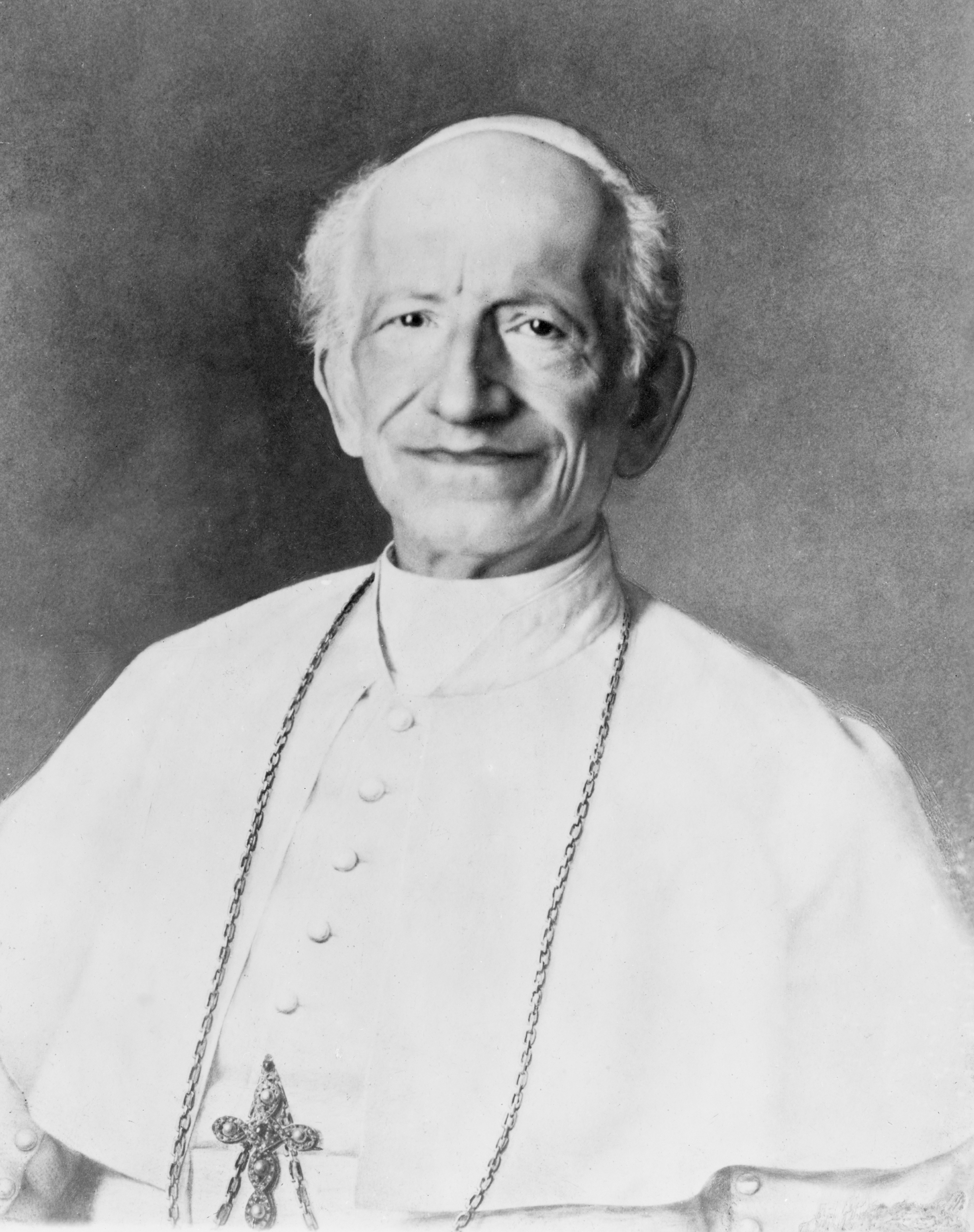
Paus Leo XIII (ca. 1898)

De Kulturkampf was de strijd die de overheid van het pas opgerichte Duitse Rijk onder Otto von Bismarck van 1872 tot 1879 voerde tegen de Katholieke Kerk (voornamelijk in Pruisen, in mindere mate ook in Baden, Hessen-Darmstadt en Saksen). De term werd ingevoerd door Rudolf Virchow, een Pruisisch afgevaardigde, omdat het in zijn ogen een strijd was tussen de 'moderne beschaving' en het obscurantisme.

## Achtergrond
De protestant Bismarck, die uit Pruisen afkomstig was, wantrouwde de katholieke 'Deutsche Zentrumspartei' (Duitse Centrumpartij), kortweg "Zentrum" genoemd, die onder leiding van Ludwig Windthorst stond. Hij vond deze partij een 'onnationale' partij. Hij zag deze partij als een obstakel op de weg naar Duitse unificatie zoals hij die zich voorstelde: een hoofdzakelijk protestants Duitsland, zonder het katholieke Oostenrijk. Hij was bang dat de katholieke Zentrumspartei – die haar aanhang vooral in het meest katholieke zuiden van Duitsland had – een bedreiging zou gaan vormen voor het door de protestants-Pruisische elite gedomineerde keizerrijk. Hij vreesde dat Duitse katholieken samen zouden spannen met Franse en Oostenrijkse katholieken in een supranationale organisatie. Samen met politici uit liberale kringen was hij tevens gekant tegen het Eerste Vaticaans Concilie (1869-1870), waarop het dogma over de pauselijke onfeilbaarheid werd geformuleerd in de constitutie Pastor Aeternus. Om deze redenen wilden ze de invloed van de Katholieke Kerk fnuiken en startten ze een reeks antiklerikale maatregelen. De Kulturkampf was in Bismarcks ogen een "preventieve oorlog tegen een interne vijand".

## Geschiedenis
De eerste maatregel ging van start in 1871 toen de katholieke afdeling van het Pruisische ministerie van Eredienst werd opgeheven. In 1873 werd het burgerlijk huwelijk verplicht; een echtpaar kon pas daarna kerkelijk trouwen. Ook werden weerspannige priesters en bisschoppen gevangengenomen of het land uitgezet. In juli 1872 werden de jezuïeten uit Pruisen verbannen. Later werden ook andere kloosterorden opgeheven en eveneens het land uitgezet. In 1873 werden de Mei-wetten uitgevaardigd, hetgeen een hoogtepunt in de strijd tegen de Katholieke Kerk betekende. Kandidaat-priesters werden verplicht om voor een periode van ten minste drie jaar aan een Duitse universiteit te studeren. 
In 1874 was het Pruisisch gezantschap bij de Heilige Stoel opgeheven. De politieke leiders (vooral Windthorst) en de kerkleiders (vooral het episcopaat, met voorop Mgr. Ledóchowski van Posen en Gnesen en Mgr. Melchers van Keulen) boden veel weerstand tegen Bismarcks maatregelen, maar Bismarck sloeg hard terug met boetes, gevangenisstraffen en ontheffing van het geestelijk ambt. In 1877 waren er van de twaalf bisschopszetels in Pruisen nog slechts vier bezet. In 1875 escaleerde de Kulturkampf nogmaals toen paus Pius IX, die een rechtlijnige koers voer, de antikatholieke wetten van Bismarck ongeldig verklaarde en niet bindend voor de Duitse katholieken. Bismarck had aangekondigd dat hij deze strijd tot het bittere eind zou aanhouden ("Wij gaan niet naar Canossa!") maar moest ervaren dat men in politieke kringen vond dat hij te ver ging.

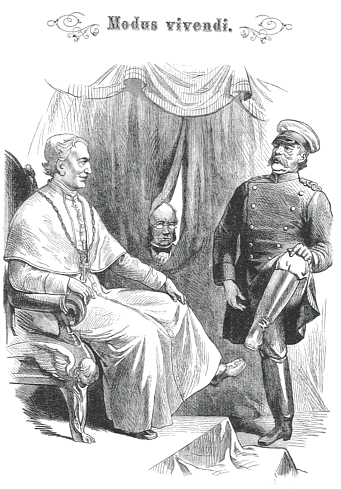
Spotprent van Leo XIII en Bismarck waarbij beiden de ander oproepen om als uiting van respect hun voet te kussen: (Pontifex: „Nun bitte, genieren Sie sich nicht!“,
Kanzler Bismarck: „Bitte gleichfalls!“), 31 maart 1878

Toen in 1878 de nieuwe paus Leo XIII een verzoenende houding aannam en Bismarck toenadering zocht tot de katholieken om zijn strijd tegen het socialisme te kunnen doorvoeren, werden de meeste maatregelen geleidelijk teruggedraaid en werkte Bismarck zelfs samen met de katholieken. Bismarck was hiertoe gedwongen omdat hij met de socialistenwet sommige liberalen zodanig van zich had vervreemd (de socialistenwet beperkte de persvrijheid), dat hij nu op de katholieken als partner was aangewezen. In 1879 werd de minister van onderwijs Adalbert Falk ontslagen. Een aantal maatregelen tot controle van de staat op kerkelijke benoemingen en dergelijke, het verplichte burgerlijk huwelijk en het verbanningsdecreet tegen de jezuïeten bleven echter gehandhaafd. De diplomatieke betrekkingen tussen Duitsland en het Vaticaan werden in 1882 hersteld en later ontwikkelde Bismarck nog een grote achting voor Leo XIII.

## Zwitserse Kulturkampf
De Kulturkampf in Zwitserland vond plaats in de jaren zestig en zeventig van de negentiende eeuw. Radicale elementen in Zwitserland wilden de macht van de katholieke Kerk, die wat van haar macht had herwonnen na de Sonderbund-oorlog, voorgoed breken. Enkele hoge geestelijken werden door de Zwitserse regering afgezet en er werd een anti-Roomse politiek gevoerd. In sommige delen van Zwitserland maakten gelovigen zich van de katholieke Kerk los en vormden de Oudkatholieke Kerk (Christkatholische Kirche). De Oudkatholieke Kerk koos de kant van de radicalen. Pas na 1875 werden er verdragen met de katholieke Kerk gesloten en kwam de Kulturkampf langzaam ten einde.